# جشمة دزدك السفلي (تشنار)
جشمة دزدك السفلی (بالفارسية: چشمه دزدک سفلی) هي قرية تقع في إيران في قسم تشنار الريفي. يقدر عدد سكانها بـ 104 نسمة بحسب إحصاء 2016.